# Піроксикам
Піроксикам (англ. Piroxicam, лат. Piroxicamum) — синтетичний препарат, що належить до групи оксикамів, які є представниками нестероїдних протизапальних препаратів. Піроксикам може застосовуватися як перорально, так і парентерально, так і у вигляді гелю для місцевого застосування та ректальних суппозиторіїв. Розробка піроксикаму розпочалась у 1962 році в лабораторії корпорації Pfizer, перші результати клінічних досліджень препарату опубліковані в 1977 році, а допущений FDA до застосування у клінічній практиці з 1980 року під торговою маркою «Фелден».

## Фармакологічні властивості
Піроксикам — синтетичний препарат, що є представником оксикамів та належить до групи нестероїдних протизапальних препаратів. Механізм дії препарату, як і інших представників групи нестероїдних протизапальних препаратів, полягає в інгібуванні ферменту циклооксигенази, яка забезпечує перетворення арахідонової кислоти у простагландини. Піроксикам є неселективим інгібітором циклооксигенази 1 типу (ЦОГ-1), і діє також і на циклооксигеназу 2 типу (ЦОГ-2). Піроксикам також має виражену знеболювальну дію, яка більше виражена при внутрішньом'язовому застосуванні, антиагрегантну дію, а також жарознижувальний ефект. Піроксикам добре проникає в синовіальну рідину, як при системному, так і при місцевому застосуванні препарату.
 При застосуванні піроксикаму спостерігається високий ризик побічних ефектів з боку травної системи (у тому числі шлунково-кишкових кровотеч), а також частіше за інші нестероїдні протизапальні препарати викликає серйозні шкірні реакції.

### Фармакокінетика
Піроксикам повільно, але добре всмоктується як при пероральному, так і при парентеральному застосуванні, біодоступність препарату складає близько 100 %. Максимальна концентрація препарату в крові досягається протягом 3—5 годин, а рівноважна концентрація в крові — за 7—12 діб. Піроксикам практично повністю (на 99 %) зв'язується з білками плазми крові. Піроксикам проникає через плацентарний бар'єр та виділяється в грудне молоко. Метаболізується препарат у печінці з утворенням неактивних метаболітів. Виводиться піроксикам з організму переважно із сечею у вигляді метаболітів, частина препарату виводиться із калом. Період напіввиведення піроксикаму становить 24—50 годин (за іншими даними до 60 годин), цей час може збільшуватися у осіб похилого віку та у хворих із вираженими порушеннями функцій печінки та нирок.

## Показання до застосування
Піроксикам застосовується при ревматологічних захворюваннях (ревматизмі, ревматоїдному артриті, анкілозуючому спондилоартриті, остеоартрозі, подагрі), невралгіях, міалгіях, бурситах; а також як знеболювальний засіб при альгодисменореї, травмах; і як жарознижувальний засіб при гарячці.

## Протипокази
Піроксикам протипоказаний при підвищеній чутливості до препарату та інших нестероїдних протизапальних препаратів, загостренні виразкової хвороби шлунку та дванадцятипалої кишки, шлунково-кишковій кровотечі, порушеннях згортання крові, виражених порушеннях функції печінки та нирок, геморагічному інсульті, бронхіальній астмі зі супутнім поліпозом носа та непереносимістю ацетилсаліцилової кислоти, важкій серцевій недостатності, вагітності та годуванні грудьми, дітям до 14 років.

## Побічна дія
При застосуванні піроксикаму найчастіше спостерігаються побічні ефекти з боку травної системи. Серед даних побічних явищ дуже часто спостерігаються біль у животі, нудота, блювання, запор, метеоризм, діарея, незначні шлункові крововтрати; часто також спостерігаються диспепсія, стоматит, гастрит, зниження або підвищення апетиту, загострення виразкової хвороби, загострення хвороби Крона, кровотечі з ясен; рідше спостерігаються панкреатит, езофагіт, шлунково-кишкові кровотечі, виразковий коліт; вкрай рідко — жовтяниця та некроз печінки.
Серед інших побічних ефектів можуть спостерігатися:
- З боку шкірних покривів та алергічні реакції — часто (більше 1 % випадків) висипання на шкірі, свербіж шкіри, гіпергідроз, екзема; рідше фотодерматоз, порушення росту нігтів, кропив'янка, бронхоспазм, сироваткова хвороба, гарячка, синдром Стівенса-Джонсона, синдром Лаєлла, анафілактичний шок та анафілактоїдні реакції.
- З боку нервової системи — нечасто головний біль, головокружіння, сонливість, парестезії, галюцинації, набряк очей, депресія, підвищена збудливість, порушення зору та слуху.
- З боку серцево-судинної системи — нечасто артеріальна гіпертензія, артеріальна гіпотензія, тахікардія; рідко периферичні набряки, серцева недостатність, геморагічний васкуліт.
- З боку сечостатевої системи — рідко гематурія, інтерстиційний нефрит, ниркова недостатність, нефротичний синдром, затримка сечі, частий сечопуск, папілярний некроз.
- Зміни в лабораторних аналізах — можуть спостерігатися тромбоцитопенія, лейкопенія, анемія (у тому числі гемолітична та апластична), гіпонатріємія, гіпокаліємія, еозинофілія, панцитопенія, агранулоцитоз, підвищення рівня креатиніну та сечовини в крові, збільшення активності печінкових ферментів.
- Місцеві реакції — можуть спостерігатися асептичний некроз або некроз підшкірної клітковини у місці ін'єкції, подразнення та припікання в ділянці прямої кишки.

## Форми випуску
Піроксикам випускається у вигляді таблеток і капсул по 0,1 та 0,2 г; у вигляді 2 % розчину по 1 та 2 мл у ампулах; ректальних суппозиторіїв по 0,2 г; та у вигляді 0,5 % гелю у тубах по 30, 35, 50 і 100 г для місцевого застосування.